# Canton de Menton-Ouest
Le canton de Menton-Ouest est une ancienne division administrative française, située dans le département des Alpes-Maritimes et la région Provence-Alpes-Côte d'Azur.

## Histoire
Le canton est créé par le décret du 21 février 1997 qui sépare le canton de Menton en deux (avec le canton de Menton-Est). Il disparait lors du redécoupage cantonal de 2014 qui recrée le canton de Menton.

## Composition
Le canton de Menton-Ouest se composait d’une fraction de la commune de Menton et de trois autres communes. Il comptait 19 257 habitants (population municipale) au 1er janvier 2012.
| Nom                   | Code Insee | Intercommunalité           | Population (dernière pop. légale)              |
| --------------------- | ---------- | -------------------------- | ---------------------------------------------- |
| Menton (chef-lieu)    | 06083      | CA de la Riviera française | Fraction : 4 143(2012) Commune : 28 563 (2014) |
| Gorbio                | 06067      | CA de la Riviera française | 1 306 (2014)                                   |
| Roquebrune-Cap-Martin | 06104      | CA de la Riviera française | 12 867 (2014)                                  |
| Sainte-Agnès          | 06113      | CA de la Riviera française | 1 157 (2014)                                   |

## Histoire
| Période   | Identité       | Parti        | Qualité                                                                      |
| --------- | -------------- | ------------ | ---------------------------------------------------------------------------- |
| 1998-2015 | Patrick Cesari | RPR puis UMP | Maire de Roquebrune-Cap-Martin depuis 1995 Vice-président du Conseil général |

## Démographie
| 1999   | 2006   | 2011   | 2012   |
| ------ | ------ | ------ | ------ |
| 18 574 | 20 630 | 19 250 | 19 257 |